# Gare de Meslin-l'Évêque
La gare de Meslin l’Évêque est une ancienne gare ferroviaire belge de la ligne 94, de Hal à Tournai (frontière). Elle est située rue de la Sille, à Meslin-l'Évêque sur le territoire de la commune d’Ath, en région wallonne dans la province de Hainaut.
Elle est mise en service en 1895 par les Chemins de fer de l’État belge et ferme au trafic des voyageurs en 1984.

## Situation ferroviaire
La gare de Meslin-l’Évêque se trouvait au point kilométrique (PK) 30,7 de la ligne 94, de Hal à Froyennes (frontière) entre les gares de Ghislenghien et d'Isières, toutes deux disparues, sur l'ancien tracé de la ligne 94, remplacé par une section plus rectiligne entre Marcq et Ath en 1985.

## Histoire
Le point d'arrêt de Meslin-l’Évêque est mis en service le 25 août 1895 par l’Administration des chemins de fer de l’État belge (future SNCB) sur la ligne de Bruxelles à Ath, en service depuis 1866.
De point d'arrêt administré depuis la gare de Ghislenghien, elle devient une halte le 15 juin 1903 et reçoit en 1912 un bâtiment de gare de plan type 1893 à la façade de briques rouges avec des bandeaux de pierre. Désormais démoli, il était proche par son aspect de la gare d'Oppuers mais plus grand avec une aile de six travées à gauche du corps de logis. L'adjudication pour sa construction englobait aussi la gare de Cambron-Casteau (bâtiment entièrement identique) et celles de Pipaix et Obigies (six travées, aile disposée à droite) et ces quatre gares disposaient d'un auvent vitré.
En 1982, la SNCB, arguant du déclin du trafic des voyageurs, décide de supprimer la plupart des gares de la ligne 94 ; elle ferme ses portes pour l'instauration du plan IC-IR, le 3 juin 1984 et son bâtiment est rasé.
En 1985, la ligne 94 change de tracé entre Marcq et Ath ; la vieille section reste ouverte entre Ath et Ghislenghien (usines) et devient la ligne 287 (Infrabel) réservée aux marchandises.